# Tekken Tag Tournament 2
A Tekken Tag Tournament 2 a Bandai Namco Games által fejlesztett Tekken-videójátékok egy 2011-ben megjelent epizódja, és a sorozat második olyan játéka, amely az egy-egy elleni küzdelem helyett a tag-meccsek szabályai szerint játszódik. Készültét a sorozat atyja, Harada Kacuhiro jelentette be a Tógeki – Super Battle Opera rendezvényen, 2010 szeptember 18-án. Egyben azt is elmondta, hogy a Tekken Tag Tournament 2 a korábbi epizódoktól eltérő, új fejlesztésű motort kap.

## Megjelenés
Elsőként Japánban, játéktermi gépeken volt játszható a játék, 2011 nyarától. A készítők mindemellett biztosítanak mindenkit arról, hogy a játék rövid időn belül más régiókban, más platformokon is elérhető lesz. Sőt, a World Cyber Games 2010 rendezvényen Harada elmondta, hogy a később megjelenő konzol-változatokhoz exkluzív tartalmakat csatolnak; példaként a korábbi epizódok játszható (de ennek a résznek az eredeti változatában nem szereplő) karaktereit és plusz játékmódokat említett. A konzolos verzió megjelenésével kapcsolatban annyit közölt, hogy a játék a Street Fighter X Tekken és a Tekken X Street Fighter megjelenései közötti időintervallumban kerül majd a boltok polcaira, tehát valamikor 2011 őszére várható.

## Szereplők
A játék eredeti változatában szereplő karakterek listája:
| - Alisa Bosconovich - Angel - Anna Williams - Armor King II - Kazama Aszuka - Azazel - Baek Doo San - Bob - Bruce Irvin - Bryan Fury - Christie Monteiro - Craig Marduk | - Devil - Devil Dzsin - Devil Dzsun - Eddy Gordo - Emily Rochefort - Feng Wei - Forrest Law - Ganrjú - Misima Heihacsi - Hwoarang - Jack-6 - Jaycee | - Kazama Dzsin - Misima Dzsinpacsi - Julia Chang - Kazama Dzsun - Misima Kazuja - King II - Kuma Jr. - Kunimitsu - Lars Alexandersson - Lee Chaolan - Lei Wulong - Leo | - Lili Rochefort - Ling Xiaoyu - Marshall Law - Michelle Chang - Hirano Miharu - Miguel Caballero Rojo - Mokudzsin - NANCY-MI847J - Nina Williams - Ogre - Panda - Paul Phoenix | - Raven - Roger Jr. - Ryu - Sergei Dragunov - Steve Fox - Tecudzsin - Tiger Jackson - True Ogre - Unknown - Wang Jinrei - Josimicu - Zafina |

## Bemutató videók
- Tekken Tag Tournament 2 YouTube
- Tekken Tag Tournament 2 Trailer #2
- Tekken Tag Tournament 2 AOU2011 Trailer
- Kis ízelítő a játékból személyesen Katsuhiro Haradától
- Tekken Tag Tournament 2 screenshotok és artworkök blogja
- move list tkmove.com